# Ishii Ryo
Ryo Ishii (石井 綾 Ishii Ryo, sinh ngày 24 tháng 6 năm 1993) là một cầu thủ bóng đá người Nhật Bản. Anh thi đấu cho Fukushima United FC.

## Sự nghiệp
Ryo Ishii gia nhập câu lạc bộ tại J2 League Mito HollyHock năm 2016. Anh chuyển đến câu lạc bộ J3 League Azul Claro Numazu năm 2017.